# Arthur Heyer (Maler, 1872)

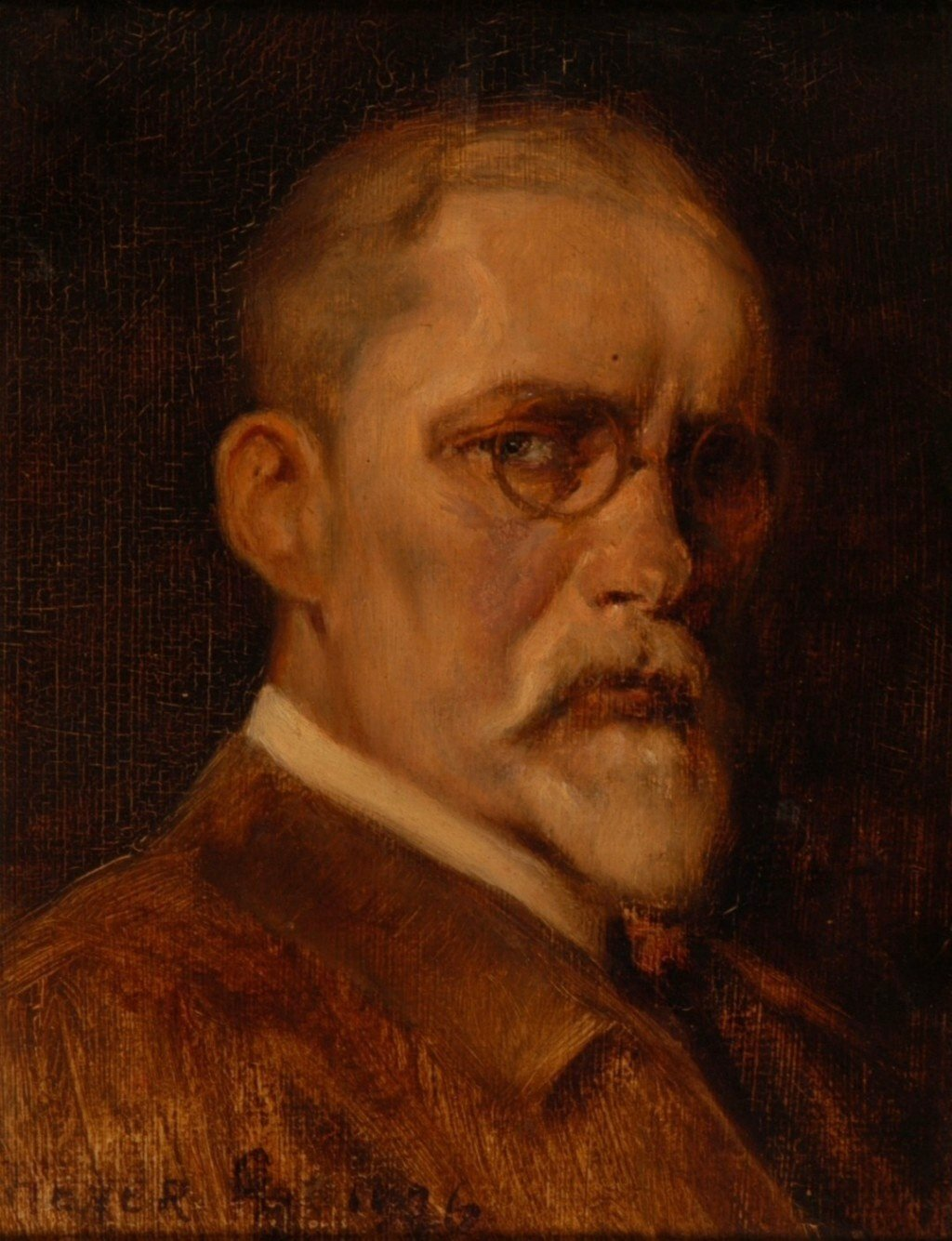
Selbstporträt, 1929

Arthur Heyer (* 28. Februar 1872 in Haarhausen; † 1931 in Budapest) war ein deutsch-ungarischer Maler, vorrangig von Tiermotiven.

## Leben
Arthur Heyer wurde 1872 in Haarhausen in Thüringen als zweiter Sohn des dortigen Dorfschullehrers Georg Hermann Heyer und dessen Frau Friederice geboren. 1875 zog die Familie nach Gotha, wo Heyer auch seine Schulzeit verbrachte.
Auf Grund seiner künstlerischen Begabungen besuchte er von 1890 bis 1895 die Unterrichtsanstalt des Kunstgewerbemuseums Berlin. Sein Lehrer war Max Friedrich Koch. In dieser Zeit veröffentlichte Heyer auch erste Zeichnungen in verschiedenen Zeitungen, insbesondere in der zu der damaligen Zeit als Beilage zur unter Leitung von Eugen Richter herausgegebenen Freisinnigen Zeitung satirischen Wochenblatt Die Wespen. 1892 und 1895 führte er Studienreisen nach Siebenbürgen durch, wo er mit der dortigen ungarischen Kultur in Kontakt kam. 1896 zog er nach Budapest und verdiente seinen Lebensunterhalt mit Buchillustrationen. Im Jahr 1900 nahm er die ungarische Staatsangehörigkeit an, damals noch Teil der Österreichisch-Ungarischen Monarchie. 1906 hatte er seine erste Ausstellung in Budapest, der zahlreiche weitere folgten. Im Jahr 1909 hatte er auch zwei Ausstellungen in seiner Thüringer Heimat, im Großherzoglichen Museum in Weimar und im Kunstverein Gotha. 1911 erhielt er den ungarischen Graf-Andrássy-Preis. Nach mehreren Ausstellungen, u. a. im Künstlerhaus Wien und im Glaspalast München wurde er 1915 zum Professor berufen. Im Jahr 1929 erwarb das Ungarische Nationalmuseum in Budapest sein Selbstbildnis. 1931 starb er 59-jährig in Budapest und erhielt ein Staatsbegräbnis auf dem Kerepesi temető.

## Werk

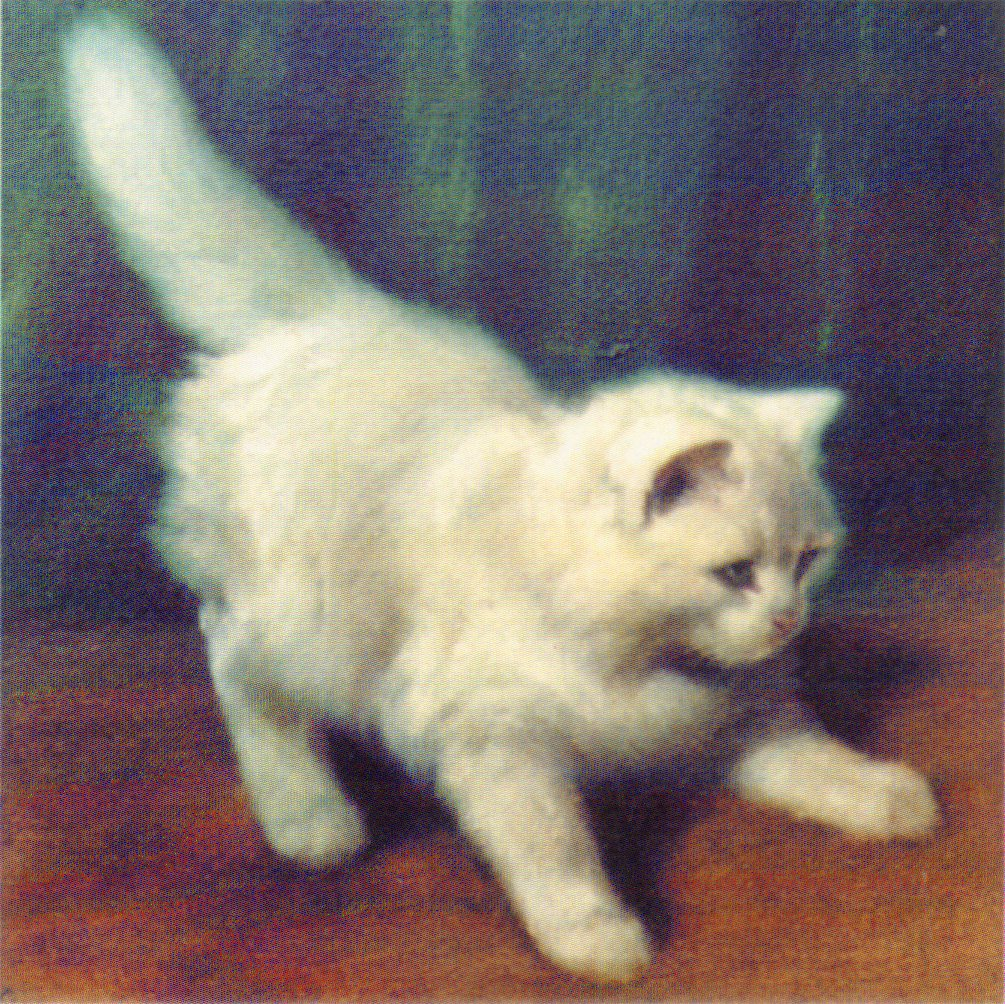
Junge Angorakatze, Öl auf Leinwand, 40 × 50 cm

Neben seinen frühen satirischen Zeichnungen malte Arthur Heyer vor allem Tierbilder, insbesondere Katzen. Es gibt zahlreiche Bilder, die häufig Auftragswerke waren, auf denen die von ihm in vielen Schattierungen gemalten Angorakatzen naturalistisch dargestellt sind. Aus diesem Grund wurde er auch „Katzen-Heyer“ genannt. Daneben gibt es von ihm zahlreiche Bilder von anderen Tieren, so von Rehen, Hasen, Fasanen, Hühnern, Hirschen und Hunden (hier vor allem sein Hund Mucki). Diese werden heute gern als Kunstdrucke oder Poster vertrieben.
Im Jahr 1919 veröffentlichte er auch zwei Kinderbücher mit um Verse ergänzten Tierzeichnungen: Im Wunderwald, ein Märchen und Niki, eine drollige Hundegeschichte.